# Jan Garbarek
Jan Garbarek (n. 4 martie 1947 în Mysen, Østfold, Norvegia) este un saxofonist norvegian, activ în jazz, muzică clasică și muzică etno jazz (world music). În cadrul muzicii sale, acesta a încorporat parțial influențe din muzica tradițională norvegiană. Pe lângă saxofon, Jan Garbarek mai cântă la flaut respectiv sintetizator de asemenea.

## Biografie
Garbarek este unicul copil al unui fost prizonier de război polonez și al fiicei unui fermier norvegian. A crescut în Oslo. La vârsta de 21 de ani s-a căsătorit cu Vigdis. Fiica lor, Anja Garbarek este de asemenea muzician.
„Sunetul Garbarek” este unul din sunetele reprezentative pentru vestita casă de discuri germană Edition of Contemporary Music (ECM), unde și-a realizat, de fapt, toate înregistrările sale. A început să înregistreze spre sfârșitul anilor 1960, cu interpretări remarcabile pe înregistrările compozitorului american de jazz, George Russell, cum ar fi „Othello Ballet Suite” și „Electronic Sonata for Souls Loved by Nature”. Dacă la început se părea că este un discipol al lui Albert Ayler și Peter Brötzmann, din 1973 a întors spatele disonanțelor din jazz-ul de avangardă, rămânând doar tonul lui din abordările de dinainte.
Din punctul de vedere al compoziției, Garbarek se inspiră foarte mult din muzica populară/folk scandinavă. El este de asemenea un pionier al compozițiilor de muzică „jazz ambiental”, cel mai notabil fiind albumul „Dis” din 1976. Această abordare structurală, care respinge noțiunile tradiționale ale improvizației tematice (bine exemplificate de Sonny Rollins) în favoarea unui stil descris de critici precum Richard Cook și Brian Morton ca „sculptural în impactul său”, a fost critic decisivă. Înregistrările lui Garbarek sunt mai degrabă etichetate (relativ eronat) drept muzică „New Age”, un stil, în general, susținut de tot mai mulți muzicieni și ascultători de jazz „ortodoxi”. Alte experimente au inclus punerea pe note a unei colecții de poeme ale lui Olav H. Hauge, un singur saxofon completând un cor, aceasta a condus la o interpretare remarcabilă cu Grex Vocalis, dar nu a fost deocamdată editată.
După înregistrarea unui șir de albume de avangardă, Garbarek s-a ridicat la un nivel internațional la mijlocul anilor 1970 abordând stilul jazz post-bop atât ca membru cât și ca leader în „European Quartet”-ul lui Keith Jarrett. El a atins un considerabil succes comercial, în Europa, cu albumul „Dis”, o colaborare meditativă cu chitaristul Ralph Towner care a folosit sunetul distinct al harpei pe câteva piese. Selecții din albumul „Dis” au fost folosite ocazional în diverse filme și documentare. În anii '80, muzica lui Garbarek a început să includă și sintetizatoare și elemente de etno jazz. În 1993, în timpul modei cu muzica gregoriană, albumul Officium, o colaborare cu interpreți de muzică vocală din Hilliard Ensemble, a devenit unul din cele mai bine vândute albume ECM din toate timpurile, ajungând din urmă topurile pop în câteva țări europene (urmarea lui a fost Mnemosyne în 1999). În anul 2005, albumul „In Praise of Dreams” a fost nominalizat la premiile Grammy. Pe acest album de studio, Jan Garbarek a colaborat cu violoniste din România pe piesa titlu.
Garbarek a compus, de asemenea, muzică pentru diferite alte filme europene, inclusiv pentru filme franceze și norvegiene. De asemenea piesa sa „Rites” a fost folosită în filmul american „The Insider”.
În 2007, Jan Garbarek a susținul un recital, împreună cu grupul său, la Festivalul Internațional de Jazz de la Gărâna. În 2009, Jan Garbarek a susținut un concert la Sala Palatului în București. Acesta a mai concertat încă o dată împreună cu Trilok Gurtu la Sala Palatului în București la data de 18 noiembrie 2013.

## Colaboratori principali
- Agnes Buen Garnås
- Keith Jarrett
- Hilliard Ensemble
- Gary Peacock
- Miroslav Vitouš (ex-Weather Report)
- Anouar Brahem
- Zakir Hussain
- Charlie Haden
- Ralph Towner
- David Torn
- Egberto Gismonti
- Manu Katché
- Nana Vasconcelos
- Eberhard Weber
- Terje Rypdal
- Trilok Gurtu
- Palle Danielsson
- Jon Christensen
- George Russell
- Bill Connors
- Ustad Bade Fateh Ali Khan
- Deeyah (Deepika Thathaal)
- Ustad Shaukat Hussain Khan
- Ustad Nazim Ali Khan
- Øystein Sevåg

## Înregistrări principale
- Jazz Moments (1966) cu Karin Krog
- Til Vigdis (1967)
- Joy (1968) cu Karin Krog
- Esoteric Circle (1969)
- Afric Pepperbird (1970)
- Trip to Pillargui (1970) cu George Russell Sextet
- Listen to the Silence (1971) cu George Russell
- Terje Rypdal (1971) cu Terje Rypdal
- Sart (1971) cu Terje Rypdal
- Hav (1971) cu Jan Erik Vold și Terje Rypdal
- Triptykon (1972)
- Witchi-Tai-To (1973)
- Red Lanta (1973) cu Art Lande
- Belonging (1974) cu Keith Jarrett
- Luminessence (1974) cu Keith Jarrett
- Solstice (1974) cu Ralph Towner
- Personal Mountains (1974) cu Keith Jarrett
- Dansere (1975) cu Bobo Stenson Quartet
- Arbour Zena (1975) cu Keith Jarrett
- Dis (1976) cu Ralph Towner
- Places (1977)
- Of Mist And Melting (1977) cu Bill Connors
- December Poems (1977) med Gary Peacock
- Deer Wan (1977) cu Kenny Wheeler
- Sol Do Meio Dia (1977) cu Egberto Gismonti
- Sound And Shadows (1977) cu Ralph Towner
- My Song (1977) cu Keith Jarrett
- Photo With Blue Sky, White Cloud, Wires, Windows and a Red Roof (1978) cu Bill Connors
- Folk Songs (1979) cu Egberto Gismonti și Charlie Haden
- Magico (1979) cu Egberto Gismonti și Charlie Haden
- Aftenland (1979)
- Nude Ants (1979) cu Keith Jarrett
- Eventyr (1980)
- Paths, Prints (1981) cu Bill Frisell
- Voice from the Past Paradigm (1981) cu Gary Peacock
- Cycles (1981) cu David Darling
- Wayfarer (1983) cu Bill Frisell și Eberhard Weber
- Vision (1983) cu L. Shankar
- It's OK To Listen To The Gray Voice (1984)
- Chorus (1984) cu Eberhard Weber
- Song For Everyone (1984) cu L. Shankar
- All Those Born With Wings (1986)
- Making Music (1986) cu Zakir Hussain
- Guamba (1987) med Gary Peacock
- Legend Of The Seven Dreams (1988)
- Rosensfole (1989) cu Agnes Buen Garnås
- Living Magic (1990) cu Trilok Gurtu
- I Took Up The Runes (1990)
- StAR (1991) cu Miroslav Vitouš
- Alpstein (1991) cu Paul Giger
- Music For Films (1991) cu Eleni Karaindrou
- Ragas and Sagas (1992) cu Ustad Bade Fateh Ali Khan
- Twelve Moons (1992)
- Atmos (1993) cu Miroslav Vitouš
- Madar (1993) cu Anouar Brahem și Shaukat Hussain
- Officium (1994) cu Hilliard Ensemble
- Visible World (1995)
- Caris Mere (1995) cu the Stuttgart Chamber Orchestra
- Rites (1998)
- Mnemosyne (1999) cu Hilliard Ensemble
- Monodia (2002) cu Kim Kashkashian
- Universal Syncopations (2003) cu Miroslav Vitouš
- In Praise of Dreams (2003)
- Neighbourhood (2006) cu Manu Katché
- Medieval Songs From Norway (2007)
- Remember Me, My Dear cu the Hilliard Ensemble (2014)